# Julien Simon-Chautemps
Julien Simon-Chautemps (n. 14 mai 1978, Franța) este un inginer francez specializat în automobilism. Din 2017, este inginer de curse pentru echipa Alfa Romeo Sauber F1 în Formula 1.
Absolvent al Institut polytechnique des sciences avancées în 2002, Simon-Chautemps și-a început cariera profesională în Formula 2 ca director tehnic al Prema Powerteam din 2003 până în 2007 și în seria GP2 a Trident Racing.
A început să se antreneze în Formula 1 în 2007 ca inginer de curse pentru pilotul italian Jarno Trulli în Toyota F1, apoi Lotus.
S-a alăturat echipei Renault F1 în 2011 și lucrează cu pilotul Vitaly Petrov.
Din 2012 până în 2015 s-a alăturat echipei Lotus F1 și a lucrat cu Kimi Räikkönen, Pastor Maldonado și Romain Grosjean.
În 2016 a găsit Renault F1 Team și a devenit inginerul lui Jolyon Palmer.
S-a alăturat companiei Sauber în 2017 și a devenit inginerul lui Marcus Ericsson.